# Ли Джиын
Ли Джиын (кор. 이지은; род. 1 июня 1997) — южнокорейская тяжелоатлетка, выступающая в весовой категории до 81 килограмма. Участница чемпионата мира.

## Биография
Ли Джиын родилась 1 июня 1997 года.

## Карьера
На чемпионате Азии среди молодёжи 2014 года Ли Джиын выступала в весовой категории до 69 килограммов. Она подняла 89 килограммов в рывке и затем толкнула штангу на 105 килограммов, показав итоговый результат 194 кг.
На Кубке EGAT по тяжёлой атлетики в новой весовой категории до 71 килограмма Ли Джиын заняла второе место, подняв 100 и 115 килограммов в рывке и толчке, соответственно. В том же году она участвовала в тестовых соревнованиях в Токио на арене, где должны пройти соревнования Олимпийских игр 2020 года. Она заняла на турнире второе место в весовой категории до 81 килограмма, показав результат 207 кг.
На чемпионате мира в Паттайе Ли Джиын завоевала золотую медаль в рывке, подняв штангу весом 111 кг. Во втором упражнении, однако, южнокорейская спортсменка подняла 127 кг, что хватило лишь на шестое итоговое место с результатом 238 кг. В том же году она стала третьей на Кубке мира.
На Кубке мира 2020 года в Риме Ли Джиын выступала в весовой категории до 87 кг и стала четвёртой с результатом 220 кг (100 + 120).